# Larry Stewart

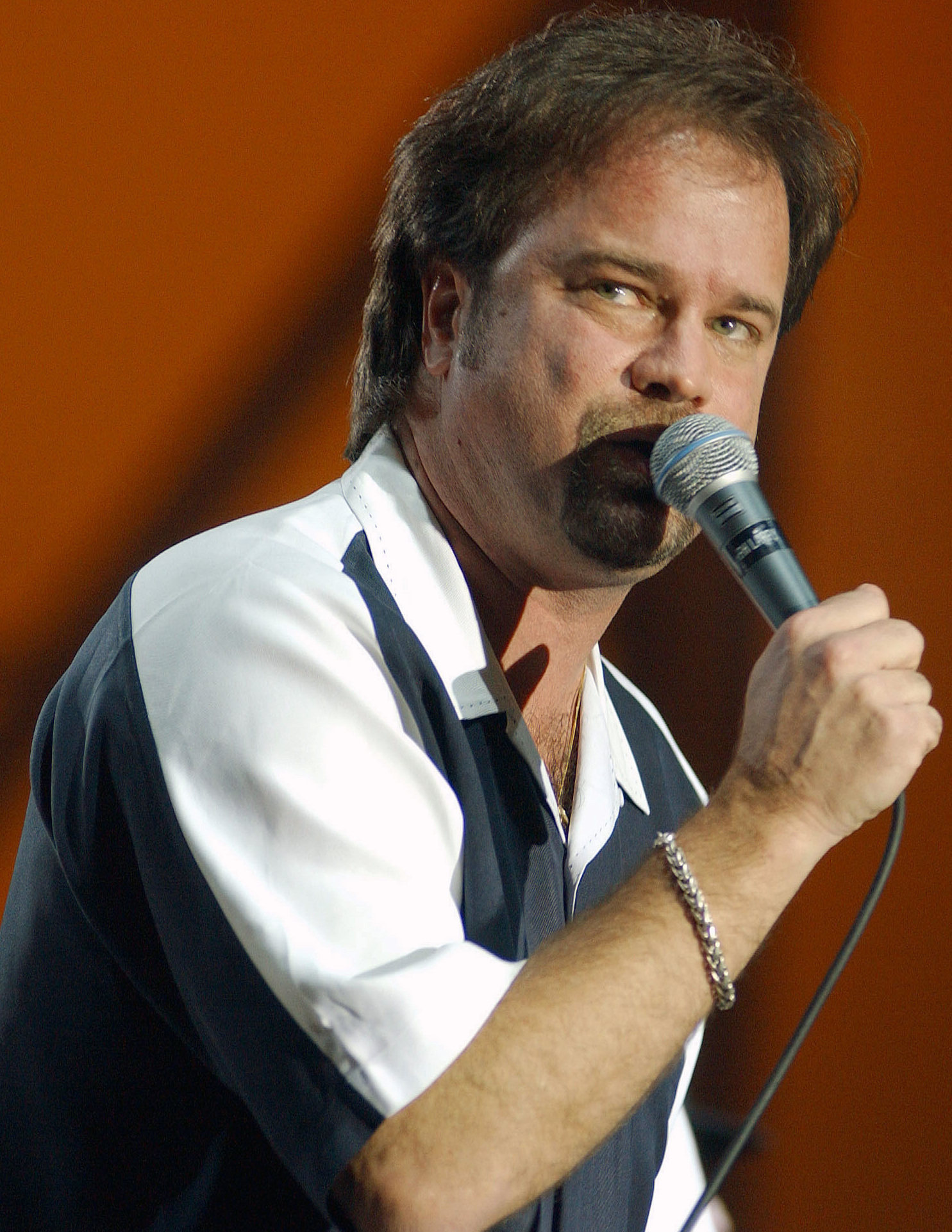
Larry Stewart (2003)

Larry Stewart (* 2. März 1959 in Paducah, Kentucky) ist ein US-amerikanischer Country-Sänger.

## Anfänge
Obwohl durch seinen Vater, einen Gospelsänger, musikalisch geprägt, begeisterte sich Larry zunächst hauptsächlich für den Sport. Ein Baseball-Stipendium des Nashviller Belmont College führte ihn in die Music City. Hier konnte er sich aber dem Einfluss der allgegenwärtigen Country-Szene auf Dauer nicht entziehen. Nach verschiedenen kleineren Jobs erhielt er die Chance, bei MCA Records als Sänger bei der Erstellung von Demo-Bändern zu arbeiten.
Seine außergewöhnlich gute Stimme fiel dem Produzenten und Songwriter Tim DuBois auf, der einen Leadsänger für die neu zusammengestellte Gruppe Restless Heart suchte.

## Karriere
1984 schloss sich Stewart Restless Heart an. Es war der Beginn einer außergewöhnlich erfolgreichen Schaffensperiode, aus der unter anderem sieben Nummer-1-Hits und vier goldene Schallplatten hervorgingen. 1992 verließ er die Band, um eine Solokarriere zu starten. Ein Jahr später erschien bei RCA Records sein Debüt-Album, aus dem die Top-Ten-Single Alright Already ausgekoppelt wurde. Dieser Anfangserfolg konnte aber nicht wiederholt werden. Die nachfolgenden Titel kamen nicht über mittlere Plätze der Top-100 hinaus. Auch ein Wechsel zum Columbia-Label 1994 brachte keine Wende.
1994 trafen sich Stewart und drei weitere der ursprünglich fünf Restless Heart Mitglieder zu einer Studiosession. 1998 traf man sich erneut, um für ein Best-Of-Album einige zusätzliche Songs einzuspielen. Stewart war zu diesem Zeitpunkt beim Windham Hill Label unter Vertrag, wo gerade das Album Learning To Breath in Arbeit war. So dauerte es noch drei Jahre, bis man sich in der Originalbesetzung wiedervereinigen konnte und mit Still Restless ein neues Album einspielte. Neben seinen Aktivitäten als Sänger war Larry Stewart auch als Songwriter erfolgreich. Für seine Alben griff er häufig auf eigenes Material zurück, aber auch andere, wie etwa Faith Hill, verwendeten seine Songs.

## Diskografie

### Alben
- 1993: Down The Road
- 1994: Heart Like A Hurricane
- 1996: Why Can’t You
- 1999: Learning To Breathe
- 2020: Everyday Is Christmas

### Singles
| Jahr | Titel Album                             | Höchstplatzierung, Gesamtwochen, AuszeichnungChartsChartplatzierungen (Jahr, Titel, Album, Platzierungen, Wochen, Auszeichnungen, Anmerkungen) | Anmerkungen               |
| Jahr | Titel Album                             | Country | Anmerkungen               |
| ---- | --------------------------------------- | --- | ------------------------- |
| 1993 | Alright Already Down The Road           | Country5 (20 Wo.)Country |                           |
| 1993 | I’ll Cry Tomorrow Down The Road         | Country34 (17 Wo.)Country |                           |
| 1993 | We Can Love Down The Road               | Country62 (6 Wo.)Country |                           |
| 1994 | Heart Like A Hurricane                  | Country43 (11 Wo.)Country | Erstveröffentlichung 1993 |
| 1994 | Losing Your Love Heart Like A Hurricane | Country46 (16 Wo.)Country |                           |
| 1995 | Rockin’ The Rock Heart Like A Hurricane | Country56 (9 Wo.)Country | Erstveröffentlichung 1994 |
| 1996 | Why Can’t You                           | Country46 (15 Wo.)Country |                           |
| 1997 | Always A Woman Why Can’t You            | Country70 (4 Wo.)Country |                           |